# Requiem (Lied)
Requiem ist ein Lied der französischen Sängerin Alma. Sie hat mit diesem Lied Frankreich beim Eurovision Song Contest 2017 vertreten. Das Lied wurde von Nazim Khaled sowohl geschrieben als auch produziert und war am 13. Januar 2017 als Download verfügbar.

## Hintergrund
Am 9. Februar 2017 gab der französische Fernsehsender France 2 bekannt, dass Alma Frankreich beim Eurovision Song Contest 2017 in Kiew mit dem Song Requiem vertreten wird. Kurz nach der Bekanntgabe hieß es jedoch, dass der Song bereits im Jahr 2015 veröffentlicht wurde, was die Regel der Europäischen Rundfunkunion (EBU) nicht vorsieht, da ein Beitrag für den ESC nicht vor dem 1. September des vorausgehenden Jahres veröffentlicht werden darf. Allerdings handelte es sich um eine inoffizielle Version, weshalb es nicht gegen die Regeln verstößt, wie es die EBU bestätigte. Alma gab am 21. Februar 2017 bekannt, dass sie an einer bilingualen Version des Liedes arbeiten möchte – Englisch und Französisch – und wird somit beim ESC einen Part auf Englisch singen.
Der Song wurde von Nazim Khaled produziert und geschrieben. Khaled ist unter anderem Songwriter von Amir Haddads J’ai cherché, dem französischen ESC-Beitrag im Jahr 2016, der Platz 6 belegte.